# Asynacta ophriolae
Asynacta ophriolae är en stekelart som beskrevs av Lin 1993. Asynacta ophriolae ingår i släktet Asynacta och familjen hårstrimsteklar. Inga underarter finns listade.